# Vakuumkondensator

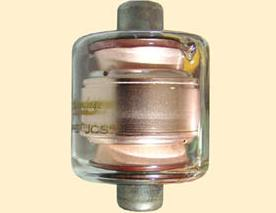
Vakuumkondensator mit Glasgehäuse

Ein Vakuumkondensator ist ein elektrischer Kondensator, in dem ein Hochvakuum mit einem Gasdruck von etwa 10−7 Torr bzw. 1,33·10−7 mbar als Dielektrikum verwendet wird.

## Allgemeines
Vakuumkondensatoren werden in Hochfrequenzsendern als Schwingkreiskondensatoren benötigt, sowie in Applikationen, in denen hohe Spannungen auftreten, z. B. in Leistungs-LC-Schwingkreisen für Radio- und Fernsehsender und in HF-Verstärkernlagen, in Magnetrons zur Pulsformung im Ausgangskreis, in Hochfrequenz-Schweißgeräten und Hochfrequenz-Trocknungsanlagen, in Plasmabeschichtungs- und Plasmaätzanlagen in der Halbleiterindustrie und in Kernspinresonanzgeräten (MRI) als nichtmagnetisierbare Kondensatoren.
Diese Anwendungen erfordern eine sehr hohe Spannungsfestigkeit und eine extrem hohe Strombelastbarkeit der Kondensatoren. Es werden Vakuumkondensatoren mit Spannungsfestigkeiten bis zu 90 kV und Strombelastbarkeiten bis zu 1000 A hergestellt.
Der geringe Gasdruck des Vakuums reduziert die Wahrscheinlichkeit für eine Stoßionisation der Luftmoleküle (Lawineneffekt) quadratisch mit dem fallenden Luftdruck. Dieser Zusammenhang wird im Paschen-Gesetz beschrieben. Außerdem reduziert der geringe Luftdruck des Hochvakuums das Auftreten von Funkenentladungen durch Spitzenwirkung an mechanischen Unregelmäßigkeiten der Elektroden. Daraus resultiert die sehr hohe Spannungsfestigkeit von Kondensatoren mit einem Vakuumdielektrikum. Sie liegt je nach Gasdruck zwischen 20 und 500 kV/mm, wird im Mittel mit etwa 40 kV/mm angegeben und ist damit etwa zehnfach höher als bei Kondensatoren mit einem Luftdielektrikum bei normalem Luftdruck.
Hauptvorteile von Vakuumkondensatoren verglichen mit Keramikkondensatoren (Hochfrequenzkondensatoren) und Luftkondensatoren gleicher Spezifikation der Leistungsdaten, sind:
- kleinere Abmessungen,
- deutlich geringere ohmsche Verluste (besserer Gütefaktor Q)
- höhere Strombelastbarkeit,
- selbstheilend (kein Isoliermaterial vorhanden, das durch einen Funkenüberschlag beschädigt werden kann).

Vakuumkondensatoren werden in zwei Bauweisen hergestellt, als Festkondensatoren mit konstantem Kapazitätswert und als variable Vakuumkondensatoren, deren jeweilige Kapazität in definierten Grenzen mechanisch stufenlos einstellbar ist.
Eine Diskussion über den Begriff „Vakuum“ als materialfreier Idealfall und seiner Beziehung zum Begriff „Dielektrikum“ im Sinne einer „Materialkonstante“ ist hier nicht notwendig, weil auch im Hochvakuum noch 100 bis 1000 Moleküle pro Kubikzentimeter als „Material“ vorhanden sind.

## Aufbau und Besonderheiten

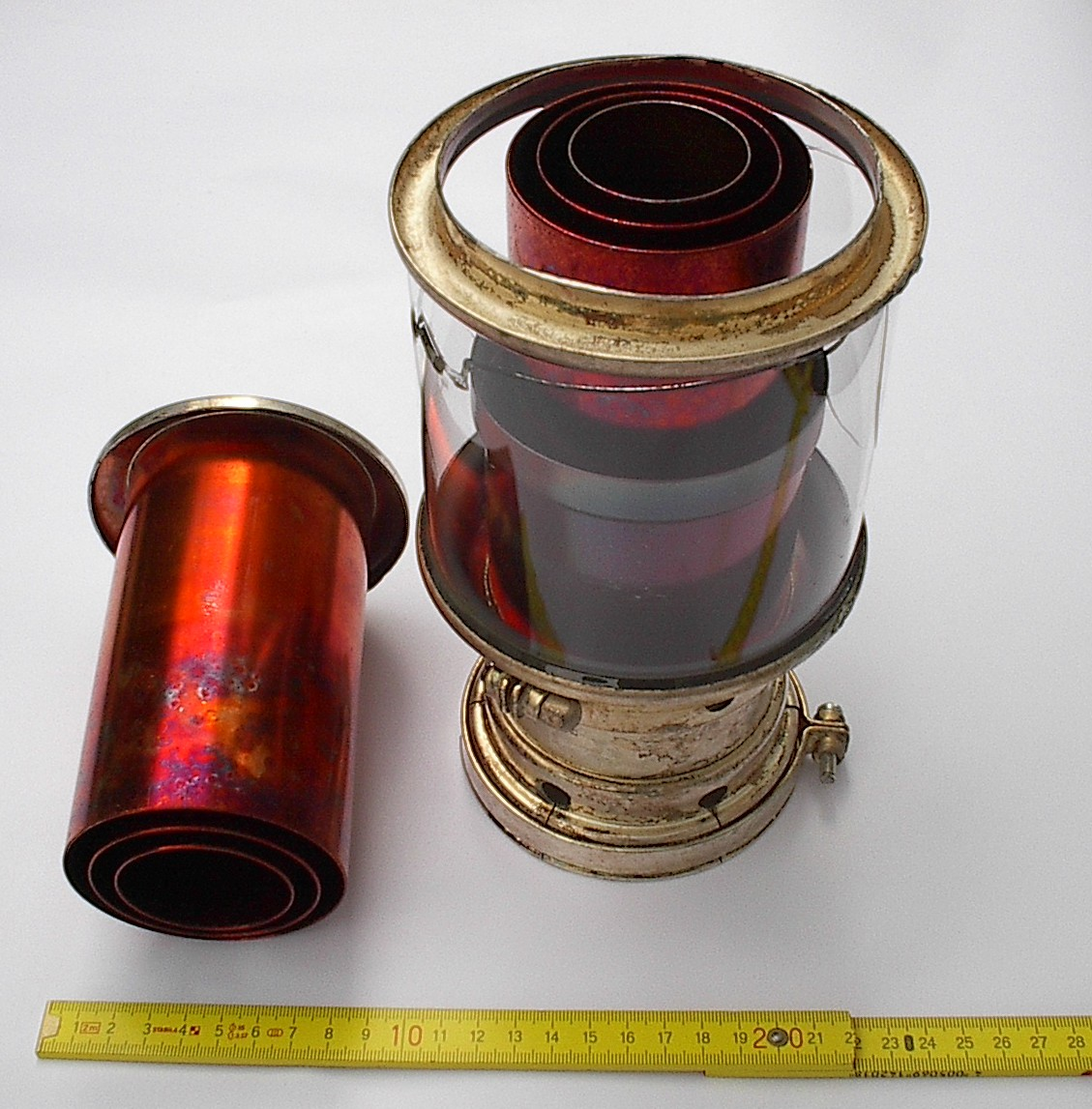
Aufgesägter Vakuumkondensator mit fester Kapazität, Blick auf die zylinderförmigen Elektroden

Vakuumkondensatoren bestehen aus zwei konzentrisch angeordneten, zylinderförmigen Elektroden mit meist mehreren, auf einer Grundplatte montierten Zylindern. Diese Zylinderelektroden sind bei Kondensatoren mit festem Kapazitätswert konzentrisch, ohne sich zu berühren, ineinander geschoben. Bei Vakuumkondensatoren mit einstellbarem Kapazitätswert wird eine zylinderförmige Rotorelektrode konzentrisch in eine Statorelektrode hineingedreht. Durch die zylinderförmige Bauweise der Elektroden wird eine maximale Volumenausnutzung des ebenfalls runden, hermetisch abdichtenden Gehäuses erreicht. Als Material des umgebenden Gehäuses wird Glas oder eine spezielle Keramik verwendet. Der Kondensator wird, ähnlich wie in der Röhrentechnik üblich, mit geeigneten Pumpen evakuiert und verschlossen. Je nach Strombelastbarkeit können die Kondensatoren noch mit Röhren im Gehäuse für eine Luft- oder Wasserkühlung versehen sein.
Der Abstand der gegenpoligen Elektroden zueinander richtet sich nach der geforderten Spannungsfestigkeit des Kondensators. Aber nicht nur der Elektrodenabstand definiert die Spannungsfestigkeit, auch die Oberflächenbeschaffenheit der Elektroden spielt eine Rolle. Mechanische Unebenheiten auf der Elektrodenfläche können durch Feldemission Funkenentladungen begünstigen. Um diesen Effekt zu verringern, können die Oberflächen der Elektroden mechanisch geschliffen und zusätzlich noch elektrolytisch passiviert werden.
Wegen der sehr hohen Wechselströme, die im Betrieb eines Senderschwingkreises im Kondensator auftreten können und die nicht nur hohe elektrische, sondern recht hohe mechanische Belastungen auf den inneren Aufbau des Kondensators zur Folge haben, muss der mechanische Aufbau der Elektroden recht robust und stabil sein. Um diese mechanischen Belastungen so gering wie möglich zu halten, werden häufig „nicht magnetisierbare“ Vakuumkondensatoren, deren Elektroden aus speziellen, nicht magnetisierbaren Legierungen bestehen, eingesetzt.

### Vakuumkondensatoren mit fester Kapazität

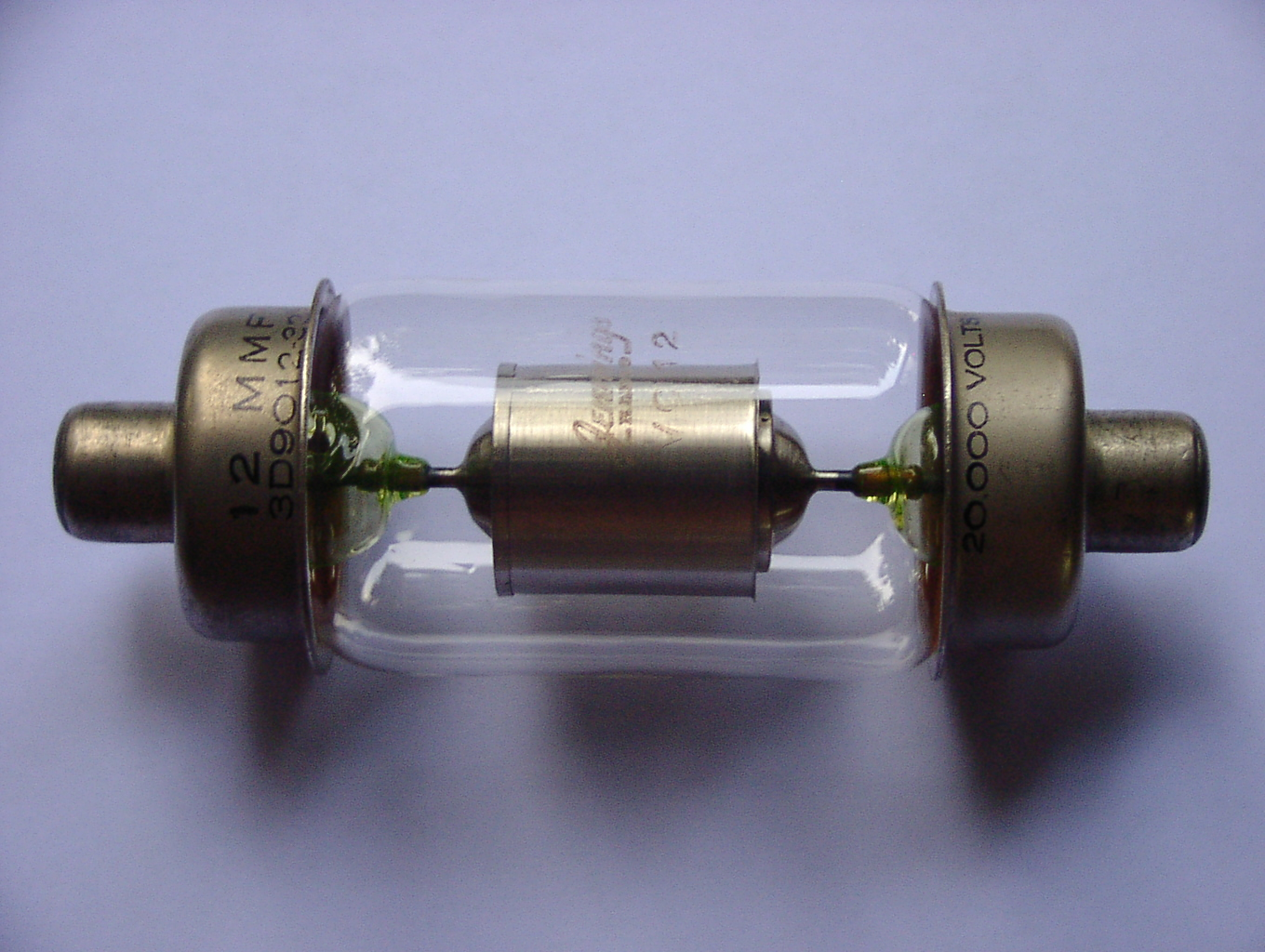
Vakuumkondensator mit 12 pF und 20 kV-Nennspannung

Wie oben beschrieben bestehen Vakuumkondensatoren mit festem Kapazitätswert (Festwertvakuumkondensatoren) aus zwei konzentrischen angeordneten zylinderförmiger Elektroden mit meist mehreren, auf einer Grundplatte montierten Zylindern, die konzentrisch, ohne sich zu berühren, ineinander geschoben sind.
Vakuumkondensatoren mit festem Kapazitätswert werden als HF-Leistungskondensatoren (Hochfrequenzkondensatoren) in Sendern mit Leistungen über etwa 10 kW in Schwingkreisen zur Erzeugung von Senderfrequenzen für kommerziell und industrielle Sender eingesetzt. Sie werden mit Kapazitätswerten von 10 pF bis 6000 pF angeboten, sind meist mit der Kapazitätstoleranz von ± 5 %, spezifiziert und haben Nennspannungswerte bis 90 kV.
Vakuumkondensatoren mit festem Kapazitätswert besitzen durch die robuste Konstruktion mit ihren sehr geringen internen ohmschen Verlusten eine sehr hohe Strombelastbarkeit. Sie stehen als Hochfrequenzkondensatoren in dieser Applikation im Wettbewerb zu HF-Keramikleistungskondensatoren. Vakuumkondensatoren können jedoch bei höchsten Belastungen noch mit Konvektionskühlung betrieben werden, wenn Keramik-Leistungskondensatoren schon mit Zwangskühlung betrieben werden müssten. Vakuumkondensatoren können außerdem problemlos bis in sehr großen Höhen eingesetzt werden. Durch das hermetisch abgeschlossene Vakuum im Kondensator sind diese Bauteile nahezu unabhängig vom äußeren Luftdruck einsetzbar.
Nachteilig wirkt sich der höhere Preis von Vakuumkondensatoren gegenüber keramischen Hochfrequenzkondensatoren aus. Auch das Temperaturverhalten der Kapazität, das je nach Gehäusematerial mit etwa 50 bis 100·10−6 K−1 angegeben wird, könnte ein Nachteil sein, wenn der Temperaturverlauf der Induktivität im LC-Kreis einen anderen Verlauf benötigt, um eine temperaturstabile Frequenz zu erhalten.

### Variable Vakuumkondensatoren

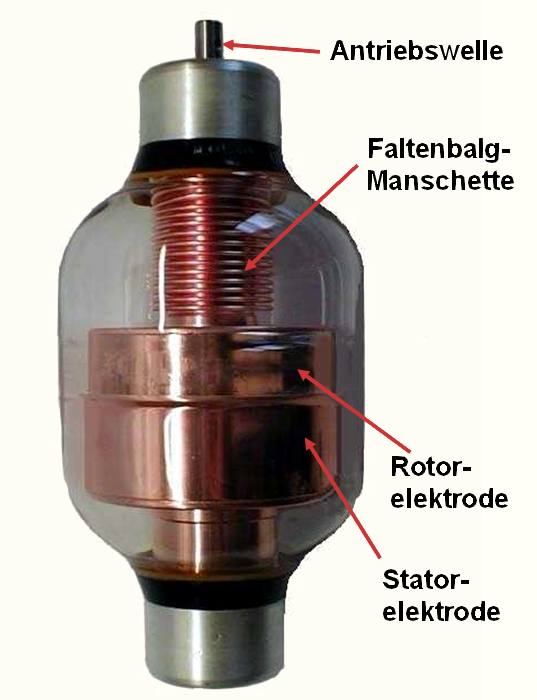
Variabler Vakuumkondensator, Glasgehäuse, mit Erklärung zum inneren Aufbau des Kondensators

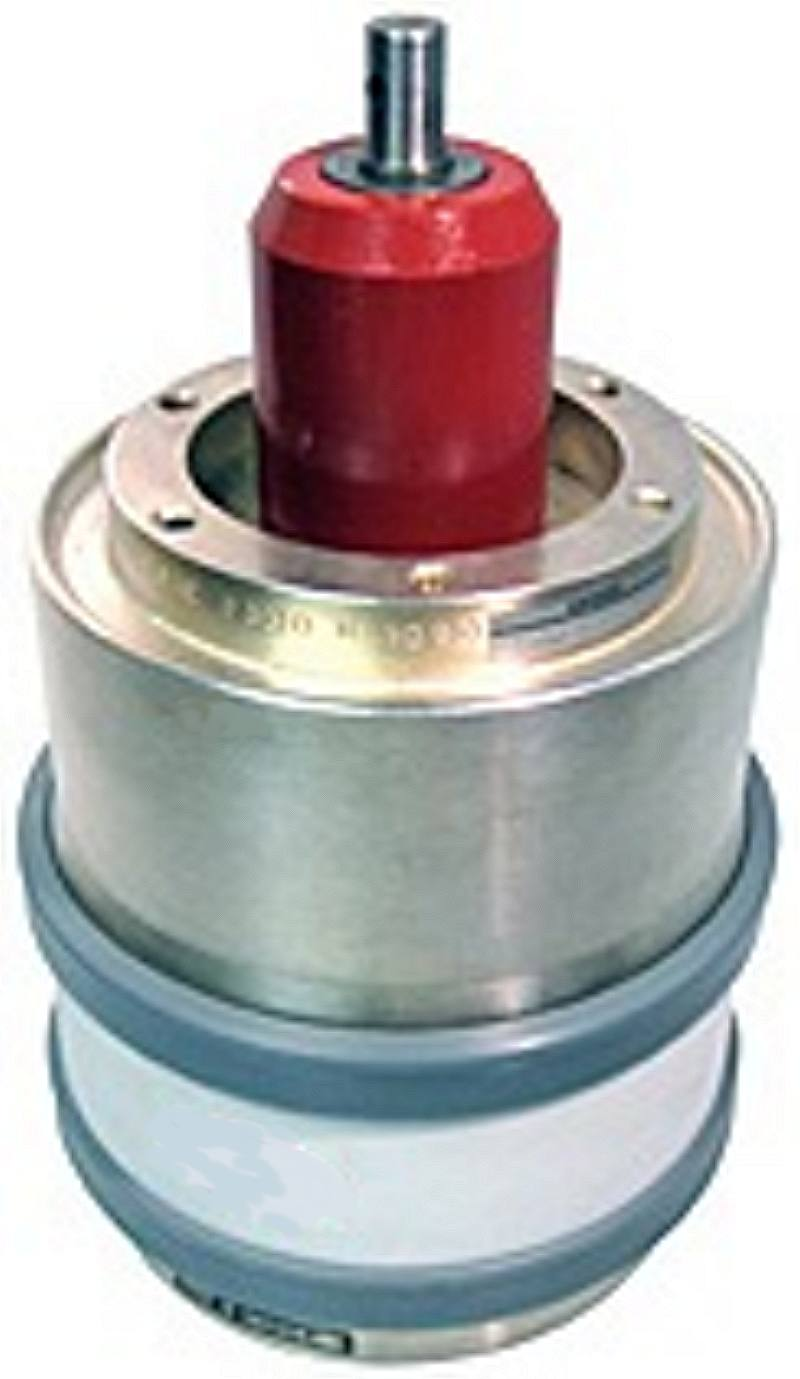
Variabler Vakuumkondensator, Keramikgehäuse

Variable Vakuumkondensatoren sind Drehkondensatoren, deren Kapazitätswert sich stufenlos innerhalb definierter Grenzen einstellen lässt. Sie ähneln konstruktiv den „Tauchtrimmern“, eine Erfindung der Fa. Philips aus den 1930er Jahren, ergänzen aber vom Leistungsbereich her gesehen viel mehr den Bereich der Luft-Drehkondensatoren. Variable Vakuumkondensatoren sind jedoch deutlich kleiner als Luft-Drehkondensatoren.
Variable Vakuumkondensatoren haben, wie die Vakuumkondensatoren mit festem Kapazitätswert, zylinderförmiger Elektroden mit meist mehreren, auf einer Grundplatte montierten Zylindern. Eine dieser zylinderförmigen Elektroden, der Stator, ist mechanisch fest mit dem Gehäuse verbunden. Die zweite Elektrode, der Rotor, wird mit Hilfe eines Gewindes auf einer zentralen Achse in den Hohlraum in der Stator-Elektrode hineingedreht. Um das Vakuum während des Einstellvorganges aufrechtzuerhalten, ist das Schraubgewinde des Rotors innerhalb des Gehäuses mit einer hermetisch abschließenden metallischen Faltenbalg-Manschette umgeben.
Variable Vakuumkondensatoren sind für häufigere Betätigungen ausgelegt. Das Gewinde auf der Rotorachse ermöglicht die Einstellung des gewünschten Kapazitätswertes mit einem Drehwinkel von größer als 360 Grad. Der nachteilige geometrisch bedingte lineare Kapazitätsverlauf des eintauchenden Rotors, der den Schwingkreisgesetzen nicht entgegenkommt, wird durch den großen Drehwinkel wieder wettgemacht. Außerdem können variable Vakuumkondensatoren sehr große, stufenlos einstellbare Kapazitätsbereiche besitzen. Das Verhältnis der minimalen zur maximalen Kapazität kann bis zu 1: 150 betragen. Der Antrieb des Rotors, der häufig während des Sendebetriebes erfolgen muss, kann manuell erfolgen, wird aber oft meist über einen gesteuerten Motorantrieb bewerkstelligt.
Variable Vakuumkondensatoren sind von den Abmessungen her deutlich kleiner als Drehkondensatoren mit Luftdielektrikum. Das hermetisch abdichtende Gehäuse verhindert außerdem die bei ungeschützten Luftdrehkondensatoren stattfindende Verschmutzung der Zwischenräume zwischen den Elektroden durch Staub und Insekten, die die Spannungsfestigkeit des Drehkondensators deutlich mindert. Der Einfluss einer sich ändernde Luftfeuchtigkeit, die bei Luftkondensatoren durchaus Änderungen der Kondensatoreigenschaften hervorruft, ist bei den hermetisch abgeschlossenen Vakuumkondensatoren ebenfalls ausgeschlossen.
Variable Vakuumkondensatoren werden in Hochfrequenzsendern mit Leistungen über etwa 10 kW zur frequenzabhängigen Impedanzanpassung eingesetzt. Sie haben Kapazitätsbereiche von etwa 3 pF bis maximal 6600 pF und können mit Spannungen bis zu 90 kV und Strömen bis zu 1 kA betrieben werden. Die größten und leistungsstärksten Kondensatoren besitzen eine Vorrichtung zur Wasserkühlung.

## Eigenschaften

### Güte
Der mechanisch robuste Aufbau von Vakuumkondensatoren hat den positiven Effekt: Die ohmschen Verluste im Kondensator sind durch die großen Leitungsquerschnitte sehr gering. Auch trägt der kompaktere Aufbau der Vakuumkondensatoren, verglichen mit Luftkondensatoren, zur Verringerung der internen ohmschen Verluste bei. Zusammen mit den sehr geringen dielektrischen Verlusten des Vakuums resultiert daraus der sehr geringe RESR von Vakuumkondensatoren mit der Folge einer sehr hohen Strombelastbarkeit.

Serien-Ersatzschaltbild eines Vakuumkondensators

Im Allgemeinen werden die ohmschen Verluste eines Kondensators mit dem RESR, meist kurz ESR (Äquivalenten Serienwiderstand) genannt, oder dem Verlustfaktor tan δ angegeben. Bei Vakuumkondensatoren wird an Stelle des Verlustfaktors sein Kehrwert, der Gütefaktor Q spezifiziert. Ein großer Wert der Güte entspricht einer kleinen Bandbreite B bei der Resonanzfrequenz f0 des Kondensators. Da der Verlauf der Impedanzkurve im Resonanzbereich umso steiler ist, je kleiner der tan δ ist, bieten große Zahlenwerte der Güte eine anschaulichere Aussage über die ohmschen Verluste des Kondensators.
Die extrem niedrigen ohmschen Verluste von Vakuumkondensatoren führen zu sehr hohen Gütewerten. Es werden Gütewerte von 1000 bis 5000 oder sogar noch höher in den jeweiligen Datenblättern spezifiziert. Diese Gütewerte entsprechen ESR-Werten von 5 bis 20 mΩ. Im Vergleich dazu weisen NP0-Klasse-1-Keramikkondensatoren mit einer Nennkapazität ≥ 50 pF eine Güte von 500 auf (Minimalwert nach den geltenden Normen IEC 60384-8/-21). Allerdings ist es sinnvoller, wenn die Kühlung einer Anlage berechnet werden soll, den ESR des Kondensators zu betrachten. Mit dem ESR kann direkt über die Gleichung P=I2·ESR die Verlustleistung P beim Strom I berechnet werden.
Der ESR von Vakuumkondensatoren ist frequenzabhängig.

### Temperaturabhängigkeit der Kapazität
Für die präzise Einhaltung einer mit einem LC-Schwingkreis erzeugten Sendefrequenz über einen weiten Temperaturbereich müssen die Kennwerte der Bauteile, bei Kondensatoren ist das im Wesentlichen die Kapazität, eine möglichst geringe Abhängigkeit von der Temperatur haben. Vakuumkondensatoren weisen diese recht geringe Temperaturabhängigkeit des Kapazitätswertes auf. In den Datenblättern der Hersteller werden Werte genannt, die in etwa den Werten N33 bis N150 der Klasse-1-Keramikkondensatoren entsprechen. Für Vakuumkondensatoren mit Keramikgehäuse werden Temperaturkoeffizienten um 50·10−6 K−1, für Kondensatoren mit Glasgehäuse um 100·10−6 K−1 genannt.